# 凸尾蛇
凸尾蛇屬（學名：Pseudotyphlops）是蛇亞目盾尾蛇科下的一個單型屬，屬下只有一個品種凸尾蛇（學名：Pseudotyphlops philippinus），主要分布於斯里蘭卡，是當地的特有種。凸尾蛇又被稱為「菲律賓凸尾蛇」及「大盾尾蛇」，目前未有任何亞種被確認。

## 地理分布
凸尾蛇主要分布於斯里蘭卡的烏沃省及薩伯勒格穆沃省，遍布於海平面水平以至海拔900米的高地。

## 備註
1. 1 2  McDiarmid RW、Campbell JA、Touré T：《Snake Species of the World: A Taxonomic and Geographic Reference, vol. 1》頁511，Herpetologists' League，1999年。ISBN 1-893777-00-6
2. ↑  . ITIS. 2007  [17 August, 2007].

## 外部連結
- （英文）TIGR爬蟲類資料庫：凸尾蛇